# دوست من دامر (رمان گرافیکی)
دوست من دامر (انگلیسی: My Friend Dahmer) رمان گرافیکی و شرح حال اثر هنرمند آمریکایی، جان «درف» بکدرف است که در سال ۲۰۱۲ منتشر شد. این کتاب به دوستی بکدرف در دوران نوجوانی‌اش با جفری دامر، که بعدها به قاتلی زنجیره‌ای تبدیل شد، می‌پردازد. بکدرف پیش از این در سال ۲۰۰۲، نسخه‌ای ۲۴ صفحه‌ای از این کتاب را منتشر کرده بود.